# Кауфманн, Герхард
Герхард Кауфманн (нем. Gerhard Kauffmann; 29 июня 1887 — 16 июня 1969) — германский военачальник, генерал-лейтенант (1942), участник Первой и Второй мировых войн. Кавалер Рыцарского креста Железного креста (1941).

## Биография
Поступил на службу в армию в 1909 году, в 1910 году получил звание лейтенанта. Участвовал в Первой мировой войне, в январе 1915 года назначен командиром роты 68-го пехотного полка, 18 сентября 1915 года получил звание обер-лейтенанта. 18 октября 1918 года получил звание капитана.
После поражения — в рейхсвере, с 1929 года — майор, с 1933 года — подполковник, 12 октября 1935 года назначен командиром 59-го пехотного полка, 1 сентября 1935 года произведен в полковники, с 6 октября 1936 года — командир 73-го пехотного полка, с 1 мая 1937 года — начальник управления в Главном командовании сухопутных войск (ОКХ). 20 апреля 1939 года получил звание генерал-майора.
10 января 1940 года назначен командиром 256-й пехотной дивизии, участвовал во Французской кампании. 1 апреля 1941 года получил звание генерал-лейтенанта.
Командовал затем 256-й дивизией в войне против СССР, в составе ХХ армейского корпуса участвовал в отражении советского контрудара под Гродно 24-25 июня, 9 июля 1941 года получил Рыцарский крест Железного креста. В августе 1941 года дивизия включена в XXIII армейский корпус и действовала на северном фланге группы армий «Центр».
Осенью 1941 года генерал-лейтенант Кауфманн во главе дивизии участвовал в битве за Москву, 4 января 1942 года оставил командование дивизией и 12 января 1942 года переведен в резерв ОКХ.
Из-за разногласий с Гитлером 30 сентября 1943 года уволен со службы.